# 순다로리스
순다로리스 또는 늘보원숭이(Nycticebus coucang, slow loris)는 동남아시아가 원산지인 로리스과의 3중의 늘보로리스 중 하나이다. 천천히 움직이는 이 곡비원류 영장류는 앞 쪽을 향하고 있는 큰 눈과 거의 털에 감추어져 있는 작은 귀를 가지고 있다. 꼬리는 매우 뭉턱한 편이다. 이들은 다른 로리스들, 예를 들어 벵골늘보로리스(Nycticebus bengalensis)보다 작은 편이지만, 피그미늘보로리스(N. pygmaeus) 보다는 크다. 순다로리스는 낮에 주로 활동하는 주행성 동물이고, 나무 꼭대기를 좋아하는 수목형 동물이다. 학명은 인도네시아, 브루나이 그리고 말레이시아에서 불리는 속명 Kukang에서 유래하였다. 또한 "말루-말루"(Malu-Malu, 이를 번역하면 "부끄럼타는 쿠스쿠스"라는 뜻으로 쿠스쿠스 종들과 관련이 있는 것으로 잘못 유래된 것이다.)라는 이름으로도 흔히 알려져 있다. 인도네시아에서는 "부캉"(Bukang) 또는 "칼라마산"(Kalamasan)으로 불리기도 한다. 말레이시아에서는 "콩캉"(Kongkang) 또는 "케라 두쿠"(Kera Duku, 케라는 마카크, 두쿠는 과일을 의미한다.)로 흔히 알려져 있다. 보르네오에서는 "탄다이안동"(두순 족) 또는 sesir로 부른다. 태국에서는 Linglom 또는 Nangeye, Lingjun으로 부른다.

## 아종
3종의 아종이 인정되고 있다.
- 말레이늘보로리스 또는 큰늘보로리스" (Nycticebus coucang coucang)[3]
- 자바늘보로리스 (Nycticebus coucang javanicus)[3]
- 보르네오늘보로리스 또는 필리핀늘보로리스 (Nycticebus coucang menagensis)[3]

어떤 전문가들은 자바늘보로리스(javanicus)를 별도의 종 N. javanicus로 인정하는 반면에, 일부는 보르네오늘보로리스(menagensis)를 별도의 종 N. menagensis로 제안하고 있다. 만일 말레이늘보로리스(N. c. coucang)가 아종의 지위를 계속 유지하면, 늘보로리스속(Nycticebus)에서 아종을 포함하고 있는 유일한 종이 된다. 늘보로리스속(Nycticebus)은 크기, 운동 패턴, 무늬, 착추뼈의 차이에 의해 구별된다. 이전에 태국과 말레이시아에서 발견되어 아종으로 인정되었던 N. c. tenasserimensis는 이제 말레이늘보로리스(N. c. coucang)의 이명으로 간주되고 있다.

## 분포 범위와 서식지
순다로리스는 과수원, 농장, 대나무 숲 그리고 말레이시아 반도의 일부 지역, 태국 그리고 인도네시아의 자와섬 그리고 보르네오섬의 열대 우림에서 산다. 또한, 필리핀의 타위타위 군도에는 보르네오늘보로리스(N. c. menagensis)가 산다. 말라이늘보로리스(N. c. coucang)는 말레이시아, 태국, 인도네시아의 여러 섬들, 싱가포르에서 발견된다. 보르네오늘보로리스는 보르네오, 말레이시아, 타위타위에서 발견되지만, 자바늘보로리스(N. c. menagensis)는 자와섬에서만 발견된다. 2007년까지, 이 아종들에 대한 합의된 개체수 집계가 나와 있지 않다.

## 습성
다른 늘보로리스들처럼, 순다로리스는 수목형 동물이자 야행성 영장류이며, 낮에 나무가지의 갈래 또는 울창한 식물들 속에서 시간을 보내거나, 밤에는 과일과 곤충 등의 먹이를 구한다. 다른 로리스 종들과 달리, 순다로리스는 일생의 대부분을 나무에서 보내는 반면에 벵골늘보로리스는 지상에서 잠을 자곤 하며, 순다로리스는 나뭇가지나 군잎 위에서 잠을 잔다. 순다로리스는 연속되는 캐노피로 덮힌 단단한 나무 숲을 좋아하지만 이와 비슷한 조림 환경에서도 발견되며, 확인되지 않은 채 남아있던 자바늘보로리스와 보르네오늘보로리스의 정확한 서식지가 2007년의 보고를 통해 확인되었다. 어른이 되면, 0.004 km2에서 0.25 km2면적에 겹쳐서 산다. 번식을 제외하고는, 순다로리스는 매우 독립적인 생활을 한다. 1967년의 한 연구에 의하면, 대부분의 늘보로리스는 6마리가 함께 있는 것이 보고 되었으며, 이 군집은 발정기에 있는 한 마리 암컷과 다섯 마리의 수컷 구애자들로 구성되어 있었다.

### 먹이
순다로리스는 나무 수액, 꽃꿀, 과일, 수지 그리고 절지동물 등을 먹이로 먹는다.

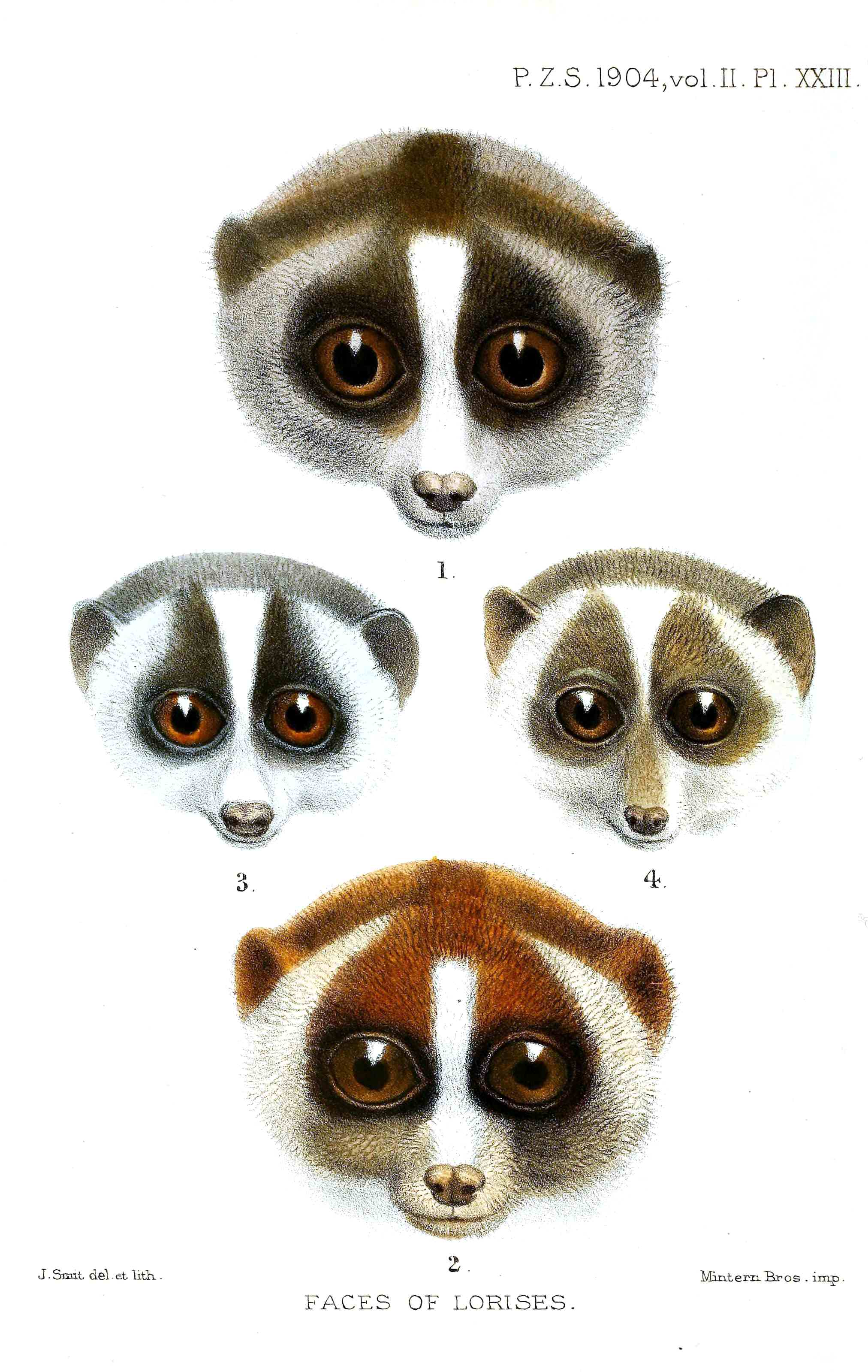
늘보로리스에 관한 1904년 그림. 확실하지 않지만, 상단과 하단은 말레이늘보로리스의 반문(斑紋)을 보여주며, 왼쪽과 오른쪽은 피그미늘보로리스의 채색과 크기를 보여주고 있다.

## 번식
순다로리스는 일부다처제 생활을 하며, 한 번에 한 마리의 새끼를 낳고 드물게 쌍둥이를 낳기도 한다. 암컷은 생후 18 내지 24개월이 되면, 조금 일찍 성숙기에 도달하는 수컷과 함께 성적으로 성숙해진다. 임신 기간은 약 180일 또는 6개월 정도 지속된다. 한 마리의 새끼가 태어나고(쌍둥이는 드물게 태어나며) 새끼는 9개월까지 어미 곁에 머무는 반면에, 수컷은 세력권세의 습성을 지니고 있다. 수명은 약 12~14년이다.

## 멸종 위험

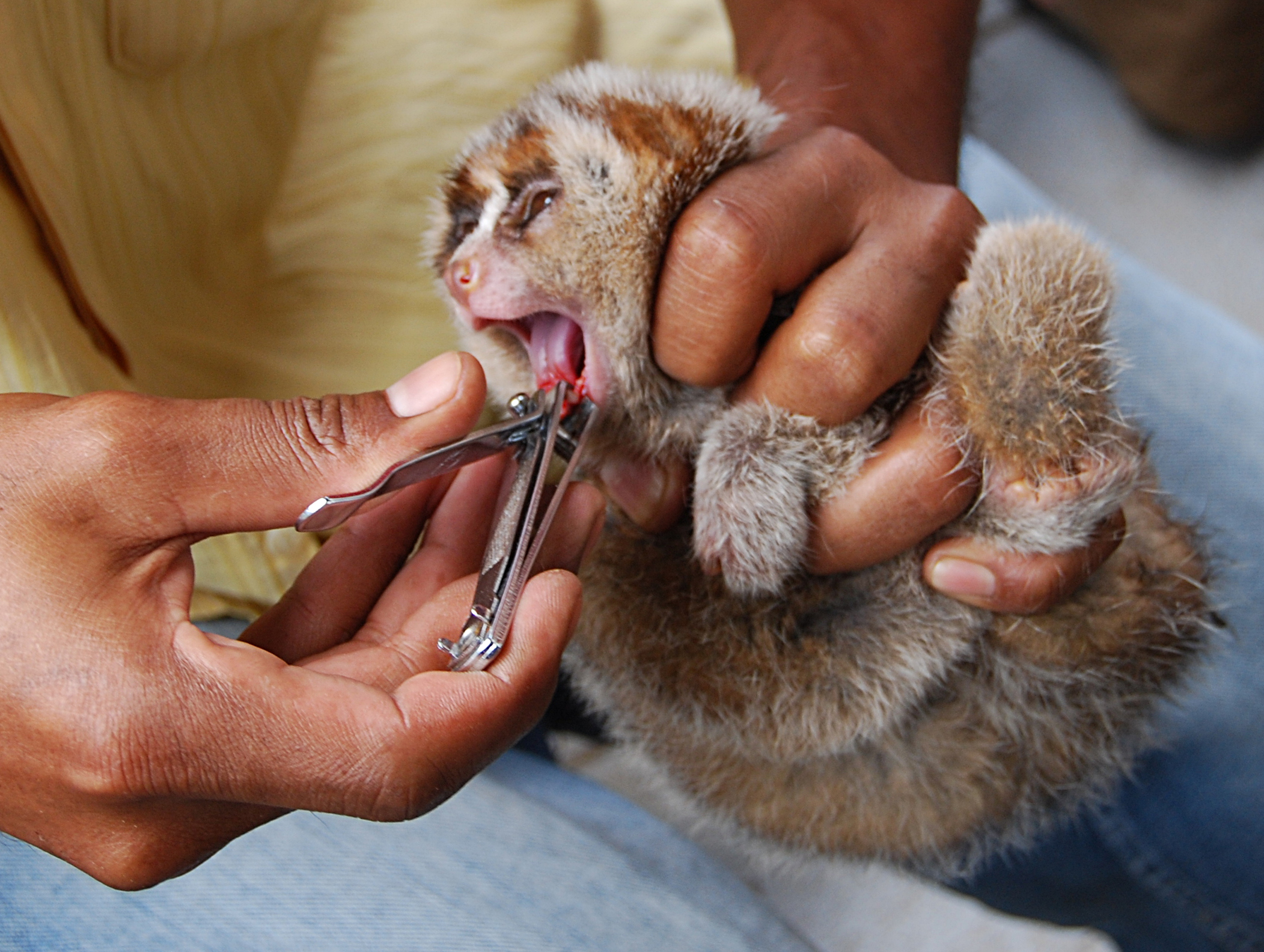
애완용으로의 판매를 위해 이빨이 뽑히는 순다로리스. 이빨이 뽑힌 순다로리스는 상처감염이나 과다출혈로 죽게 된다.

순다로리스는 서식지 감소와 애완용 밀무역으로 인해 멸종 위험에 처해 있다. 이 동물에 대한 무역은 불법이지만, 인도네시아와 브루나이의 애완 동물 시장에서 순다로리스를 발견할 수 있다. 브루나이 당국은 타섹 메린번 헤리티지 공원의 시장에서 발견되는 동물들을 몰수해서 다시 풀어주는 프로그램을 운영하고 있다.
대한민국 부산의 한 시장에서 밀수된 멸종위기종 순다로리스가 발견되었으며, 지속적으로 순다로리스 등을 밀수하던 업자들이 적발되기도 하였다. 순다로리스가 애완동물로 잡혀 유통되는 과정에서 산 채로 이빨이 뽑히는 등 끔찍한 일이 벌어지며, 밀반입 과정에서 대부분이 죽게 된다.

## 참고 문헌
- Ehrlich, A. and Musicant, A. 1977. Social and individual behaviors in captive slow lorises. Behaviour. Vol. 60, 197-219.
- Myers, P., R. Espinosa, C. S. Parr, T. Jones, G. S. Hammond, and T. A. Dewey. 2008. The Animal Diversity Web (online). Accessed January 10, 2009 at http://animaldiversity.org.
- Wilson, D. E., and Reeder, D. M. (eds). ed.. Mammal Species of the World (3rd edition ed.). Johns Hopkins University Press. pp. 122.
- Bourne, G.H. 1974. Primate odyssey. G.P. Putnam's Sons, New York.
- Eimerl, S. and I. DeVore. 1965. The primates. Time Inc., New York.
- Freeman, D. 1977. The love of monkeys and apes. Octopus Books, London.
- Walker, E.P. 1964. Mammals of the world. Johns Hopkins Press, Baltimore, MD.
- Alterman, L. 1995. Toxins and toothcombs: potential allospecific chemical defenses in Nyciticebus and *Perodicticus. Pp. 413–424 in L. Alterman, G. Doyle, Y. Izzard, eds. Creatures of the Dark. NY: Plenum Press.